# Arturo Serrano Plaja
Arturo Serrano Plaja (San Lorenzo de El Escorial, 1909 - Santa Bárbara, California, 1979) fue un escritor y poeta español, perteneciente a la llamada Generación del 36. 
Como a tantos poetas de su generación, la guerra civil española y la victoria del bando sublevado marcaron su vida, que trascurrió en su mayor parte en el exilio.

## Biografía

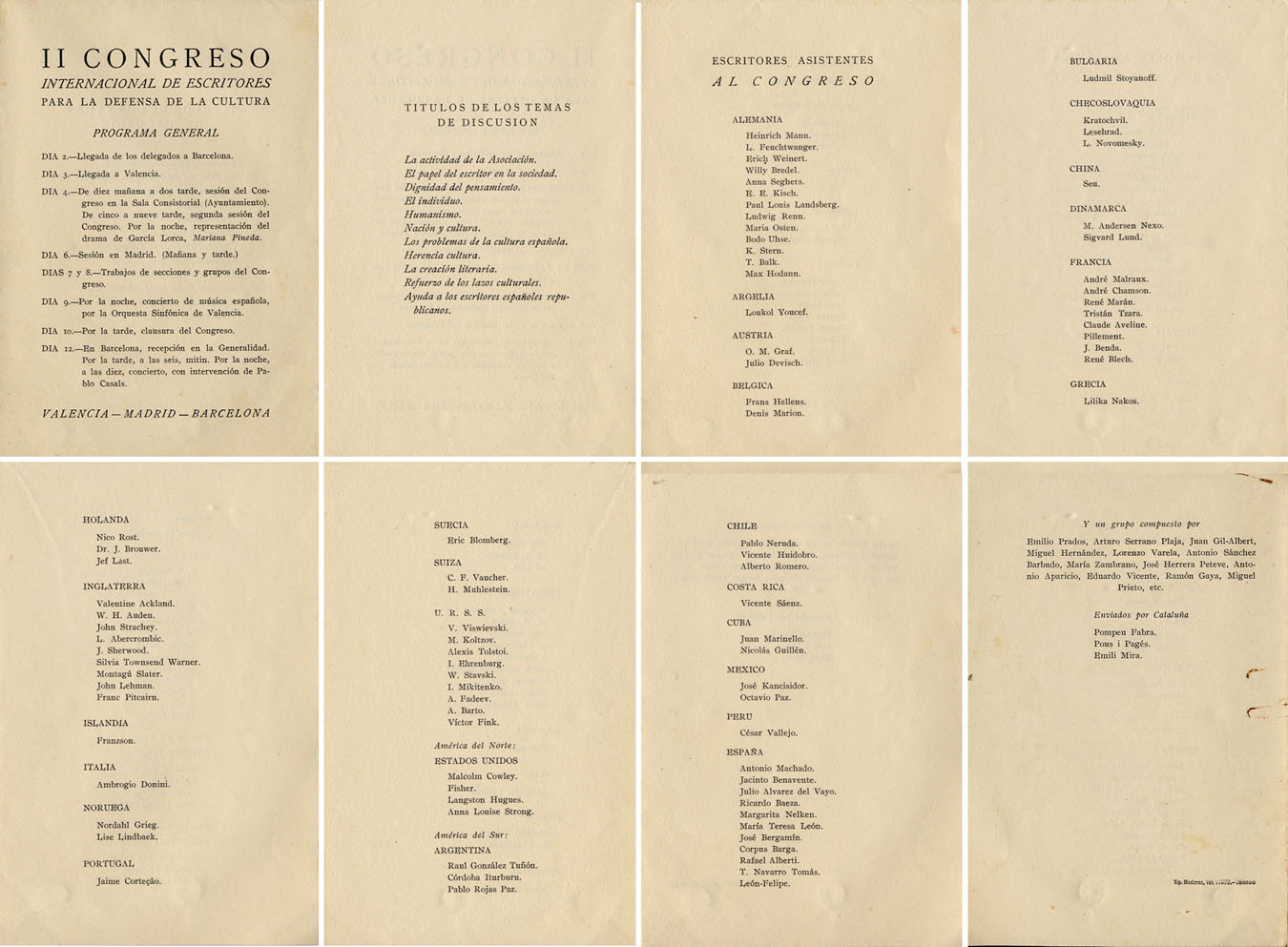
II Congreso internacional de escritores para la defensa de la cultura.

Antes de la guerra fundó con los escritores jóvenes Antonio Sánchez Barbudo y Enrique Azcoaga la revista Hoja Literaria. Iniciada la guerra civil se unió a la redacción de Hora de España. Tras la guerra civil y la derrota del bando republicano, se vio obligado a marcharse de España, recorriendo en su exilio Francia, Chile, Argentina y, finalmente, Estados Unidos, donde fue profesor universitario en Wisconsin, Minnesota y Santa Bárbara (California). Publicó principalmente poesía como El hombre y el trabajo (1938), Versos de guerra y paz (Buenos Aires, 1945), Galope de la suerte (Buenos Aires, 1958)  y La mano de Dios pasa por este perro (1965). También escribió narrativa: el libro de cuentos Del cielo y del escombro (1943) o la novela Don Manuel de Lora (1946). Publicó asimismo el ensayo Los místicos (1951) y Realismo mágico en Cervantes (1966). Su última novela fue La Cacatúa atmosférica (1971).